# Балка Волова
Балка Волова — балка (річка) в Україні у Новгородківському районі Кіровоградської області. Ліва притока річки Кам'янки (басейн Південного Бугу).

## Опис
Довжина балки приблизно 9,90 км, найкоротша відстань між витоком і гирлом — 8,93  км, коефіцієнт звивистості річки — 1,11 . Формується декількома струмками та загатами.

## Розташування
Бере початок на південно-західній стороні від села Ручайки. Тече переважно на північний захід через село Спільне і на південній околиці села Новомиколаївки впадає у річку Кам'янку, ліву притоку річки Інгулу.

## Цікаві факти
- У XX столітті на балці існували молочно-тваринна ферма (МТФ) та газова свердловина[2].